# Ziębice
Ziębice (udtale: [ʑɛmˈbit͡sɛ]; tysk: Münsterberg)  er en by  i  den sydøstlige del af  Voivodskabet Nedre Schlesien i det sydvestlige Polen.  Byen  har 8.195(2021) indbyggere og et areal på 15,07 km².  Den er en del af   powiatet (amt) Ząbkowice Śląskie. Byen ligger ved floden Oława, cirka 16 km øst for Ząbkowice Śląskie og 59 km syd for den regionale hovedstad Wrocław.

## Historie
Området blev en del af den nye polske stat under dens første historiske hersker Mieszko 1. i det 10. århundrede. Byen blev første gang nævnt i 1234 under den gamle polske stavemåde Sambice. Denne slaviske by blev sandsynligvis ødelagt i 1241 under den mongolske invasion af Europa. Ifølge optegnelser er en ny by under tysk bylov, kaldet Munsterberck (1253) eller Sambiz videlicet Munsterberg (1268). Byen blev hjemsted for en tysktalende befolkning som følge af Ostsiedlung. 
Som et resultat af fragmenteringen af Polen udgjorde det en del af hertugdømmerne Schlesien indtil 1290, Świdnica indtil 1322, og bagefter var det hovedstad i et lille Hertugdømmet Münsterberg, og forblev under Piast-dynastiets herredømme indtil 1521. I 1344 blev der oprettet en domstol i byen af Piast-hertugerne.  I 1521 overgik den til Podiebrad-familien, og i 1569 overgik den til kongerne af Bøhmen. Byen led under Hussitterkrigene og Trediveårskrigen, og i 1643 blev den ramt af en epidemi. I 1742 blev den en del af Kongeriget Preussen og var hovedstaden i Kreis Münsterberg. I 1842 havde byen en befolkning på 3.946, overvejende katolske.
I 1871 blev det en del af det tyske rige sammen med hovedparten af provinsen Schlesien. Efter Tysklands nederlag i Anden Verdenskrig, i 1945, blev det igen en del af Polen, og dets tyske befolkning blev udvist i overensstemmelse med med Potsdam-aftalen.

## Galleri
- DenGotiske Sankt Georg Basilika
- Paczkowska porten fra middelalderen
- Monument med Piasternes ørn
- Ziębice sukkerraffinaderi